# На дні
«На дні» — п'єса Максима Горького, написана в кінці 1901 — початку 1902 року. Початкові назви — «Без сонця», «нічліжка», «Дно», «На дні життя». У п'єсі, що має підзаголовок «Картини», зображена група мешканців нічліжного будинку для незаможних. У січні 1904 п'єса отримала Грибоєдівську премію. П'єса була дозволена до постановки тільки в МХТ, де була здійснена перша постановка з великим успіхом 18 грудня 1902 режисерами К. С. Станіславським, який також виконав одну з центральних ролей (Сатін), і Немировичем-Данченко. До 60-річчя першої постановки (18 грудня 1962 року) п'єса пройшла у МХАТі 1451 раз.
Постановка п'єси на імператорської сцени була заборонена. Проте, петербурзькі актори взяли участь у двох читаннях п'єси «в особах» в 1903 році — в будинку Н. П. Карабчевського та у дворянському зібранні.
До 1905 року постановка п'єси дозволялася з великими купюрами й щоразу за згодою місцевої влади.
Дві протиборчі стихії — правда і брехня — стикаються в п'єсі обличчям до обличчя після появи старого Луки, для якого брехня в порятунок рівносильна «твоя правда, а не їхня»

## Персонажі
- Михайло Іванович Костильов — 54 роки, власник нічліжки
- Василиса Карпівна — його дружина, 26 років
- Наташа — її сестра, 20 років
- Медведєв — їх дядько, поліцейський, 50 років
- Васька Попіл — злодій, 28 років
- Кліщ — Андрій Митрич, слюсар, 40 років
- Анна — його дружина, 30 років
- Настя — повія, 24 роки
- Діжа — торговка пельменями, під 40 років
- Бубнов — картузник, 45 років
- Барон — 33 роки
- Сатін, Актор — приблизно одного віку: років під 40
- Лука — мандрівник, 60 років
- Альошка — швець, 20 років
- Кривий Зоб, Татарин — крючник
- кілька босяків без імен і промов

## Сюжет
Дія п'єси відбувається в нічліжних будинку, який належить Михайлу Івановичу Костильову. Населяють його пропащі люди, з самого дна соціуму: бідняки, злодії, повії, чорнороби. Деякі відчайдушно намагаються вибратися, інші опускають руки. Відносини між ними складні й постійно спалахують склоки. Василиса, дружина Костильова, закохана в злодія Ваську попелу, підмовляє його вбити свого чоловіка. Васька Попіл закоханий в молодшу сестру Василини — Наталю. Інші постояльці «дна»: Сатін (картяр і шулер) і Актор (колишній актор театрів), Барон (дворянин, промотавший весь стан) — абсолютно опустилися і надломлені люди. Робочий Кліщ намагається виручити грошей на лікування своєї смертельно хворої дружини.
У середині дії в нічліжці з'являється мандрівник Лука. Він шкодує і заспокоює постояльців, обіцяє їм примирення з дійсністю. Лука пропонує Васьки та Наталії піти, і шукати своє майбутнє. Василиса, ревнуючи, постійно б'є свою сестру. Назріває конфлікт, який закінчується бійкою постояльців, під час якої Попіл б'є і випадково вбиває Костильова. Його заарештовують. У найнапруженіший момент після бійки Лука зникає, залишивши тих, хто йому повірив, без надії. Дружина Кліща вмирає і той залишається без надії, і копійки грошей. Актор, почувши про відхід Луки, кінчає життя самогубством. Дізнавшись про те, що Актор повісився, Сатін каже: «Ех… зіпсував пісню… дурень!»